# 센서

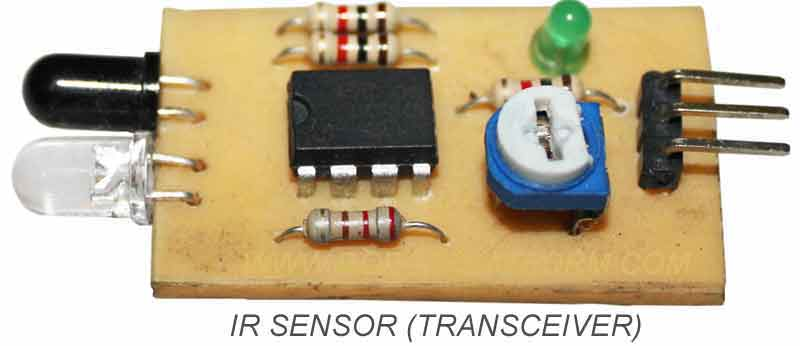
적외선 센서 구조

센서(sensor), 또는 감지기(感知器)는 어떤 물질의 양이나 물체의 움직임(모션 센서), 온도, 소리(음성), 조도(광센서), 전자기파 등을 감지하여 측정하는 장치를 말한다. 센서에서 처리 기능을 추가하여 (CPU 또는 사람의 두뇌로) 인식하여 상태를 판정하는 것은 감지(perceive)라고 한다. 
가장 넓은 정의에서 센서는 환경의 이벤트나 변화를 감지하고 정보를 다른 전자 장치(주로 컴퓨터 프로세서)로 보내는 장치, 모듈, 기계 또는 하위 시스템이다.
센서는 접촉에 민감한 엘리베이터 버튼(촉각 센서), 베이스를 만지면 밝기가 어두워지거나 밝아지는 램프와 같은 일상적인 물체에 사용되며 대부분의 사람들이 전혀 인식하지 못하는 수많은 응용 분야에 사용된다. 마이크로 기계 및 사용하기 쉬운 마이크로 컨트롤러 플랫폼의 발전으로 센서의 사용은 온도, 압력 및 유량 측정의 전통적인 분야를 넘어 MARG 센서로 확장되었다.
전위차계 및 힘 감지 저항기와 같은 아날로그 센서는 여전히 널리 사용되고 있다. 이들의 응용 분야에는 제조 및 기계, 비행기 및 항공 우주, 자동차, 의학, 로봇 공학 및 기타 일상 생활의 여러 측면이 포함된다. 굴절률 측정용 광학 센서, 유체 점도 측정용 진동 센서, 유체 pH 모니터링용 전기화학 센서를 포함하여 재료의 화학적 및 물리적 특성을 측정하는 다양한 센서가 있다.
센서의 감도는 측정하는 입력량이 변할 때 출력이 얼마나 변하는지를 나타낸다. 예를 들어 온도계의 수은이 온도가 1°C 변할 때 1cm 이동하면 감도는 1cm/°C(기본적으로 선형 특성을 가정한 기울기 dy/dx)이다. 일부 센서는 측정 대상에 영향을 미칠 수도 있다. 예를 들어, 뜨거운 액체 컵에 삽입된 실온 온도계는 액체가 온도계를 가열하는 동안 액체를 냉각시킨다. 센서는 일반적으로 측정 대상에 작은 영향을 미치도록 설계된다. 센서를 더 작게 만들면 종종 이것이 개선되고 다른 이점이 생길 수 있다.
기술 발전으로 인해 MEMS 기술을 사용하여 마이크로센서로서 점점 더 많은 센서를 미세한 규모로 제조할 수 있게 되었다. 대부분의 경우 마이크로센서는 거시적 접근 방식에 비해 훨씬 더 빠른 측정 시간과 더 높은 감도에 도달한다. 오늘날 세계에서 신속하고 저렴하며 신뢰할 수 있는 정보에 대한 수요가 증가함에 따라 일회용 센서(단기 모니터링 또는 단일 샷 측정을 위한 저렴하고 사용하기 쉬운 장치)가 최근 점점 더 중요해지고 있다. 이러한 종류의 센서를 사용하면 재보정이나 오염 걱정 없이 누구나 언제 어디서나 중요한 분석 정보를 얻을 수 있다.
컵에 담긴 물의 온도를 센서로 검출하면 물의 온도에 해당하는 전기신호가 측정 또는 감지된다 (예 0.32V). 이 온도를 차갑다 또는 따뜻하다 라고 감지하는 것이다. 이렇게 센서는 우리의 일상에서 다양하게 사용되고 있다.

## 바이오센서
생물의학 및 생명공학에서는 세포, 단백질, 핵산 또는 생체모방 고분자와 같은 생물학적 구성요소를 통해 분석물을 감지하는 센서를 바이오센서라고 한다. 생물학적 분석물을 위한 비생물학적 센서, 심지어 유기물(탄소 화학)도 센서 또는 나노센서라고 한다. 이 용어는 시험관 내 및 생체 내 적용 모두에 적용된다. 바이오센서에 생물학적 구성요소를 캡슐화하는 것은 일반 센서와 약간 다른 문제를 나타낸다. 이는 투석막이나 하이드로겔과 같은 반투과성 장벽 또는 3D 폴리머 매트릭스를 통해 수행될 수 있다. 이는 감지 거대분자를 물리적으로 제한하거나 거대분자를 비계에 결합하여 화학적으로 제한한다.

## 같이 보기
- RVDT(rotary variable differential transformer)
- 센서 목록